# ジャン・ラヴェルナリヴ
ジャン・ラヴェルナリヴ（マダガスカル語: Jean Ravelonarivo、1959年4月17日 - ）はマダガスカルの空軍将校、政治家。2015年1月17日から2016年4月10日まで同国首相を務めた。氏名は「ラヴェルナリヴ・ジャン」とも書かれる。日本の外務省や大使館などは「ラヴェルナリブ」という表記を使用している。 

## 経歴
1959年4月17日、ベルルヴのサカドゥムに生まれる。キロヴォグラードの高校で操縦技術を習得した後、マダガスカルに戻ってアンタナナリボ大学を優秀な成績で卒業し、パリの外交戦略研究センターで国際関係を専攻した。国際ロータリーの下部組織INSCAEで学んだ。
パイロットとしてイヴァト空軍基地に1985年から1997年まで駐屯した。
2015年1月17日、ロジェル・コロの後任の首相に任命された。野党議員のアンドリー・ラジョエリナ、ジャン・ルイ・ロビンソン、アルベール・カミーユ・ヴィタルは、ラヴェルナリヴの妻ジョジアンヌが大統領ヘリー・ラジャオナリマンピアニナの夫人ヴォアハンギと親しいことから、この人事を批判した。
翌2016年4月8日、ラヴェルナリヴ内閣は総辞職すると報道された。ラヴェルナリヴはこの報道を否定したが、「より最適な時期に」辞表を提出する意向を示した。4月10日、ラジャオナリマンピアニナ大統領は内務・地方分権大臣のオリヴィエ・マハファリ・スルナンジャサナを新首相に指名した。これを受けて、ラヴェルナリヴは辞表に署名する意向を明らかにした。
辞任する前月の2016年3月21日、ラヴェルナリヴは2018年のマダガスカル大統領選挙には出馬しないことを表明している。
2021年9月、アンタナナリボの汚職防止ポールの刑事裁判所は、6人の個人と1人の会社の出廷を求めた。2015年から2016年まで首相であり、不正契約の直接の受益者であるジャン・ラヴェルナリボは、5年の懲役が要求された。被告は、CNAPS（この場合は市民党）に損害賠償として合計60億アリアリを支払うように命じられた。

## 脚註
1. ↑  マダガスカル語では o は /u/ と発音される。
2. 1 2  “マダガスカル共和国におけるサイクロン被害に対する国際緊急援助－供与物資の引渡し－”.  JICA (2015年2月25日). 2016年4月18日閲覧。
3. 1 2  “マダガスカル共和国月報（2016年3月）”.  在マダガスカル日本国大使館 (2016年4月7日). 2016年4月18日閲覧。
4. 1 2  “Ravelonarivo, Jean biographie”.   Madagascar Tribune. 2015年3月8日閲覧。
5. ↑  Gal Jean Ravelonarivo: parcours d'un entrepreneur ami du Président（フランス語）
6. ↑  “Madagascar's new prime minister takes office”.  Xinhua (2015年1月17日). 2015年3月8日閲覧。
7. ↑  Alex, Remmy (2016年4月8日). “Madagascar Prime Minister, Cabinet Resign”. Nigerian Bulletin 2016年4月8日閲覧。
8. ↑  “Madagascan Prime Minister Jean Ravelonarivo denies resignation claim”. Press Trust of India. (2016年4月9日) 2016年4月9日閲覧。
9. ↑  “Madagascar: Olivier Mahafaly nommé Premier ministre” (フランス語) (2016年4月10日). 2016年4月12日閲覧。
10. ↑  “Madagascar presidency names new Prime Minister”.   Xinhua Africa (2016年4月11日). 2016年4月12日閲覧。
11. ↑  Radio France International (2021年9月28日). “Madagascar: lourdes condamnations dans l'affaire de détournements de fonds de la CNAPS”.   Radio France International. 2021年9月28日閲覧。